# Betty Bennett
Betty Bennett (* 23. Oktober 1921 in Lincoln, Nebraska; † 7. April 2020) war eine US-amerikanische Jazzsängerin.
Betty Bennett wuchs in Hamburg (Iowa) auf und hatte zunächst Klavierunterricht bei ihrer Mutter, einer ausgebildeten Pianistin. Später studierte sie Piano und Gesang an der Drake University und strebte zunächst eine Karriere als Opernsängerin an. Sie sang dann 1943 im Orchester von Georgie Auld, anschließend in einer Reihe von Bands, bis sie 1945 eine eigene Radioshow in der Truppenbetreuung USO hatte (WAVES on Parade). Nach Ende des Zweiten Weltkriegs sang sie in den Orchestern von Claude Thornhill 1946, Alvino Rey 1947–1949 und Charlie Ventura 1949/50. Als Solistin trat sie 1950/51 in San Francisco auf und sang dann in der ersten Hälfte der 1950er Jahre bei Woody Herman (1950), Charlie Barnet (1952) und Stan Kenton (1949). Sie heiratete dann den Pianisten André Previn, der (neben Shorty Rogers) als Arrangeur an ihren ersten Alben unter eigenem Namen mitwirkte (Nobody Else But me, erschienen auf Atlantic, 1955). Nach einem Engagement bei Benny Goodman zog sie sich 1958 weitgehend vom Musikgeschäft zurück; 1959 erschien noch ein Album für United Artists Records, I Love to Sing. In den 1960er Jahren ließ sie sich von Previn scheiden; 1963 zog sie nach London und von 1964 bis 1966 gastierte sie regelmäßig im Ronnie Scott’s Jazz Club. 1967 arbeitete sie im Büro einer Fernsehproduktionsfirma. Sie heiratete dann den Gitarristen Mundell Lowe und trat mit ihm in den USA und in Europa auf, u. a. im Wolsey's Club in London. 1990 hatte sie ein Comeback mit dem Fresh Sound Album The Song Is You. 
Über ihre Erfahrungen berichtete sie in ihrer Autobiographie, The Ladies Who Sing With the Band, erschienen bei Scarecrow Press 2000. Ihr Fotoarchiv befindet sich neben weiteren Memorabilia im Institute of Jazz Studies an der Rutgers University. 2018 hatte sie einen kurzen Gastauftritt im NAMM Oral History Programm.